# Бенісіо дель Торо
Бені́сіо Монсерра́те Рафае́ль дель То́ро Са́нчес (ісп. Benicio Monserrate Rafael del Toro Sánchez, 19 лютого 1967), відоміший як Бені́сіо дель То́ро — пуерто-риканський актор. За роль офіцера поліції в кримінальній драмі «Трафік» (2000) нагороджений преміями «Оскар», «Золотий глобус» і BAFTA. Призер Берлінського та Каннського кінофестивалей за ролі в «Трафіку» та «Че» (2008) відповідно.

## Біографія
Бенісіо дель Торо народився у Пуерто-Рико у родині юристів Густаво Адольфо дель Торо і Фаусти Хеновеви Санчес Рівери. Коли хлопцю було 9 років, його мати померла від гепатиту. У віці 13 років він із батьком переїхав до Месербурга, штат Пенсільванія, США. Після закінчення школи Бенісіо вступив на факультет права Каліфорнійського Університету у Сан-Дієго, але покинув його задля навчання акторській майстерності у Нью-Йорку.
Наприкінці 1980-х Бенісіо дель Торо почав зніматися у невеликих ролях у телесеріалах. Першу роль у кіно актор виконав у фільмі про Джеймса Бонда Ліцензія на вбивство. Ця роль, як і наступні у кінострічках «Індіанський утікач» (1991), «Порцеляновий місяць» (1991), «Христофор Колумб: Відкриття» (1992), «Гроші ні за що» (1993), «Безстрашний» (1993) і «Плавання з акулами» (1994), не принесла йому популярності.
Успіх прийшов до Бенісіо дель Торо у 1995 році, після ролі Фреда Фенстера у фільмі «Звичайні підозрювані», за яку він отримав нагороду «Незалежний дух». 1996 року він знову отримує цю нагороду за роль Бенні Далмау у стрічці «Баскьят». Славу актора підкріпила і роль доктора Гонзо у фільмі «Страх і ненависть у Лас-Вегасі», який набув статусу культового.
Після двох років неактивності дель Торо 2000 року повернувся на екран з ролями одразу у чотирьох стрічках. Першою став «Шлях зброї», де режисером та автором сценарію був Крістофер МакКвері, з яким актор працював над «Звичайними підозрюваними». За кілька місяців вийшов «Трафік» Стівена Содерберга, за роль у якому дель Торо отримав «Оскар», «Золотий глобус», BAFTA, приз Берлінського кінофестивалю.
2003 року актор виконав головні ролі у фільмах «Загнаний» Томмі Лі Джонса і «21 грам» Алехандро Гонсалеса Іньярріту. За роль у другому він був номінований на «Оскар» і BAFTA, а також отримав приз глядацьких симпатій Венеційського кінофестивалю і нагороду «Незалежний дух».
2008 року Бенісіо дель Торо отримав приз Каннського кінофестивалю і премію «Гойя» за роль Че Гевари у стрічці «Че».
З 2013 року виконує роль Колекціонера (Танеліра Тівана) у кіновсесвіті Marvel. У 2015 році зіграв жорстокого кілера в трилері «Сікаріо», до ролі якого повернувся у сиквелі фільму у 2018 році.
Двічі грав головні ролі в фільмах Веса Андерсона: «Французький вісник» (2021) і «Фінікійська схема» (2025). У 2025 році зіграв друга та наставника головного героя в чорній комедії Пола Томаса Андерсона «Одна битва за іншою».

## Фільмографія

### Актор
| Рік  |    | Українська назва                     | Оригінальна назва                         | Роль                   |
| ---- | -- | ------------------------------------ | ----------------------------------------- | ---------------------- |
| 1987 | с  |                                      | Shell Game                                | Педроза (S1-E4)        |
| 1987 | с  |                                      | Private Eye                               | Карлос (2 епізоди)     |
| 1987 | с  | Поліція Маямі                        | Miami Vice                                | Піто (S3-E23)          |
| 1987 | с  | Охара                                | Ohara                                     | Майк (S2-E8)           |
| 1988 | ф  | Велика пригода Пі-Ві 2               | Big Top Pee-wee                           | Дюк                    |
| 1989 | ф  | Ліцензія на вбивство                 | Licence to Kill                           | Даріо                  |
| 1990 | с  | Нарковійни                           | Drug Wars: The Camarena Story             | Рафаель Каро Кінтеро   |
| 1991 | ф  | Індіанець-утікач                     | The Indian Runner                         | Мігель                 |
| 1992 | ф  | Христофор Колумб: Завоювання Америки | Christopher Columbus: The Discovery       | Альваро Харана         |
| 1993 | ф  | Безстрашний                          | Fearless                                  | Менні Родріґо          |
| 1993 | ф  | Золоті яйця                          | Golden Balls                              | Боб                    |
| 1993 | ф  | Безкоштовні гроші                    | Money for Nothing                         | Діно Палладіно         |
| 1994 | ф  | Серед акул                           | Swimming with Sharks                      | Рекс                   |
| 1994 | ф  | Порцеляновий місяць                  | China Moon                                | Ламар Дікі             |
| 1994 | с  | Байки зі склепу                      | Tales from the Crypt                      | Білл (S6-E6)           |
| 1995 | ф  | Звичайні підозрювані                 | The Usual Suspects                        | Фред Фенстер           |
| 1995 | с  | Занепалі ангели                      | Fallen Angels                             | Пако (S2-E4)           |
| 1996 | ф  | Похорон                              | The Funeral                               | Гаспаре                |
| 1996 | ф  | Фанат                                | The Fan                                   | Хуан Прімо             |
| 1996 | ф  | Баскія                               | Basquiat                                  | Бенні Далмау           |
| 1997 | ф  | Угон по-американськи                 | Joyride                                   | детектив Лопез         |
| 1997 | ф  | Зайвий багаж                         | Excess Baggage                            | Вінсент Рош            |
| 1998 | ф  | Страх і огида в Лас-Вегасі           | Fear and Loathing in Las Vegas            | доктор Гонзо           |
| 2000 | ф  | Трафік                               | Traffic                                   | Хав'єр Родріґес        |
| 2000 | ф  | Шлях зброї                           | The Way of the Gun                        | Гарольд Лонгбо         |
| 2000 | ф  | Великий куш                          | Snatch                                    | Френкі «Чотири пальці» |
| 2000 | ф  | Хліб і троянди                       | Bread and Roses                           | камео                  |
| 2001 | ф  | Обіцянка                             | The Pledge                                | Тобі Джей Ведена       |
| 2003 | ф  | 21 грам                              | 21 Grams                                  | Джек Джордан           |
| 2003 | ф  | Загнаний                             | The Hunted                                | Аарон Геллам           |
| 2005 | ф  | Місто гріхів                         | Sin City                                  | Джек Раферті           |
| 2007 | ф  | Те, що ми втратили у вогні           | Things We Lost in the Fire                | Джеррі Санборн         |
| 2008 | ф  | Че                                   | Che                                       | Ернесто Че Гевара      |
| 2010 | ф  | Людина-вовк                          | The Wolfman                               | Лоуренс Телбот         |
| 2010 | ф  | Десь                                 | Somewhere                                 | камео                  |
| 2012 | ф  | Дикуни                               | Savages                                   | Мігель «Ладо» Арройо   |
| 2013 | ф  | Джиммі Пікард                        | Jimmy P: Psychotherapy of a Plains Indian | Джиммі Пікард          |
| 2013 | ф  | Тор: Царство темряви                 | Thor: The Dark World                      | Колекціонер            |
| 2014 | ф  | Вартові галактики                    | Guardians of the Galaxy                   | Колекціонер            |
| 2014 | ф  | Вроджена вада                        | Inherent Vice                             | Санчо Смілекс          |
| 2014 | ф  | Втрачений рай                        | Escobar: Paradise Lost                    | Пабло Ескобар          |
| 2015 | ф  | Ідеальний день                       | A Perfect Day                             | Мамбру                 |
| 2015 | ф  | Сікаріо                              | Sicario                                   | Алехандро              |
| 2015 | мф | Маленький принц                      | Le Petit Prince                           | змій (голос)           |
| 2017 | ф  | Зоряні війни: Останні джедаї         | Star Wars: The Last Jedi                  | Невідомий Зломник      |
| 2018 | ф  | Месники: Війна нескінченності        | Avengers: Infinity War                    | Колекціонер            |
| 2018 | ф  | Сікаріо 2                            | Sicario: Day of the Soldado               | Алехандро              |
| 2018 | с  | Втеча з в'язниці Даннемора           | Escape at Dannemora                       | Річард Метт            |
| 2019 | ф  | Дора і загублене місто               | Dora and the Lost City of Gold            | Свіпер (голос)         |
| 2021 | ф  | Без різких рухів                     | No Sudden Move                            | Рональд Руссо          |
| 2021 | мс | А що як...?                          | What If...?                               | Колекціонер (S1-E2)    |
| 2021 | ф  | Французький вісник                   | The French Dispatch                       | Мойсей Розенталер      |
| 2023 | ф  | Плазуни                              | Reptile                                   | Том Ніколс             |
| 2025 | ф  | Фінікійська схема                    | The Phoenician Scheme                     | Анатоль «Жа-Жа» Корда  |
| 2025 | ф  | Одна битва за іншою                  | One Battle After Another                  | Сенсей Серджіо         |

### Режисер, сценарист, продюсер
| Рік  | Назва                | Режисер | Сценарист | Продюсер   | Додатково         |
| ---- | -------------------- | ------- | --------- | ---------- | ----------------- |
| 1995 | Submission           | Так     | Так       | Так        | Короткометражний  |
| 2008 | Че                   | Ні      | Ні        | Так        |                   |
| 2010 | Людина-вовк          | Ні      | Ні        | Так        |                   |
| 2012 | Гавана, я люблю тебе | Так     | Ні        | Ні         | сегмент «El Yuma» |
| 2023 | Плазуни              | Ні      | Так       | Виконавчий |                   |